# Fiszkoteka.pl

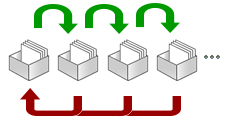
Metoda dra Leitnera: uczeń powtarza tylko to, czego nie umie lub w krótkim czasie zapomni. Skraca to czas nauki, podnosząc jednocześnie jej skuteczność (por. krzywa zapominania)

Krzywe zapominania w modelu Ebbinghausa po kolejnych przypomnieniach są coraz bardziej płaskie (informacja pamiętana jest dłużej)

Fiszkoteka.pl – serwis internetowy zawierający bazę elektronicznych fiszek oraz narzędzia służące do efektywnej nauki z ich pomocą. W styczniu 2021 baza obejmowała ok. 55 mln fiszek. 
Serwis istnieje od maja 2010 roku i jako znak towarowy, Fiszkoteka została zastrzeżona w Urzędzie Patentowym Rzeczypospolitej Polskiej. W sierpniu 2012 roku zarejestrowanych było ponad 218 000 użytkowników. 

## Fiszki
Fiszki znajdujące się w serwisie służą w większości do nauki języków obcych. Inne dziedziny to: medycyna, prawo czy historia. Fiszki tworzone są zarówno przez użytkowników, jak i redakcję Fiszkoteki.
Fiszkoteka wykorzystuje zmodyfikowany algorytm Sebastiana Leitnera, krzywe zapominania oraz naukę wielozmysłową.
Fiszki w Fiszkotece mogą zawierać obrazki, nagrania oraz przykłady użycia. Fiszkoteka dla fiszek w językach angielskim, niemieckim, hiszpańskim, francuskim, włoskim, portugalskim, niderlandzkim, duńskim, islandzkim i polskim automatycznie dodaje wymowę MP3 w oparciu o technologię BrightVoice™.

## Dostęp
Korzystanie z serwisu jest bezpłatne poza funkcją premium (np. możliwość ściągnięcia cudzego zestawu jako plik mp3 do słuchania w domu) oraz dostępem do gotowych kursów stworzonych przez redakcję (przygotowanych we współpracy z lektorami Uniwersytetu Warszawskiego).
Fiszkoteka.pl jest również dostępna dla obcokrajowców pod nazwą VocApp.

## Nagrody i wyróżnienia
- Serwis fiszkoteka.pl zdobył tytuł Złota Strona Roku 2011 Tygodnika Wprost[5].
- Właściciel strony za jej stworzenie i wypromowanie został laureatem konkursu European Language Label 2012[6][b].
- Fiszkoteka ze względu na innowacyjność otrzymała unijną dotację z Programu Operacyjnego Innowacyjna Gospodarka 8.1[7].